# ژان اودس موریس
ژان اودس موریس (انگلیسی: Jean-Eudes Maurice؛ زادهٔ ۲۱ ژوئن ۱۹۸۶) بازیکن فوتبال اهل فرانسه است که در پست مهاجم بازی می‌کند.
از باشگاه‌هایی که در آن بازی کرده‌است می‌توان به باشگاه فوتبال لانس، باشگاه فوتبال آق‌تپه، باشگاه فوتبال چنایین، باشگاه فوتبال نئا سالامیس فاماگوستا، باشگاه فوتبال لو مان، و باشگاه فوتبال پاری سن ژرمن اشاره کرد.
وی همچنین در تیم ملی فوتبال هائیتی بازی کرده‌است.